# Víctor Grippo
Víctor Grippo (* 10. Mai 1936 in Junín; † Februar 2002 in Buenos Aires) war ein argentinischer Installations- und Objektkünstler. Er gehörte zu den Gründern der Konzeptkunst in Argentinien.

## Leben
Grippo wurde 1936 in Argentinien als Sohn eines italienischen Einwanderers und einer argentinischen Mutter mit albanischen Wurzeln geboren. In seiner Jugend zog die Familie zuerst nach La Plata und dann nach Buenos Aires. An der Universidad Nacional de La Plata studierte er Chemie. In den 1950er Jahren begann er, sich ganz der Kunst zu widmen. 1959 besuchte er Kunstkurse bei Héctor Cartier an der „Escuela Superior de Bellas Artes“ in La Plata. In dieser Zeit arbeitete er vor allem als Maler und Grafiker. Er schloss sich der Künstlergruppe Sí an. Es entstanden expressive Werke, doch Mitte der 1960er Jahre wurden seien Arbeiten zunehmend von der geometrischen Abstraktion beeinflusst, die er 1966 in Kursen für Industriedesign und Kommunikation an der Universität in La Plata kennenlernte. Zunehmend wandte er sich mit Installationen der Konzeptkunst zu. 1966 bekam Grippo dann seine erste Einzelausstellung in der Galería Lirolay in Buenos Aires. 1970 schloss er sich der Künstlergruppe Grupo CAYC an. Anfang der 1970er Jahre entstand seine wohl berühmteste Werkgruppe Analogien, in der er Getreide, Hülsenfrüchte und insbesondere Kartoffeln als Objekte für Installationen nutzte.

## Auszeichnungen
2002 erhielt Grippo von der Fundación Konex den Diamond Konex Award für sein Lebenswerk.

## Ausstellungen (Auswahl)
- 1969: Biennale Paris
- 1971: Museo de Arte Moderno, Buenos Aires
- 1978: Grupo CAYC, Museu de Arte Moderna do Rio de Janeiro
- 1986: Biennale di Venezia
- 1988: Victor Grippo – Werke 1965–1987, Fundación San Telmo, Buenos Aires
- 1993: Latin American Artists of the Twentieth Century, Museum of Modern Art, New York City
- 1994: Art from Argentina 1920–1994, The Museum of Modern Art, Oxford
- 1995: Palais des Beaux-Arts, Brüssel
- 1999: Global Conceptualism: Points of Origin 1950s–1980s, Queens Museum of Art, New York
- 2002: Documenta11, Kassel
- 2007: Víctor Grippo, Camden Arts Center, London[2][3]
- 2012: Víctor Grippo. Eine Retrospektive, Museo de Arte Latinoamericano de Buenos Aires, Buenos Aires